# 东沙大桥 (广州)
东沙大桥是中国广东省广州市一座高速公路桥梁，位于荔湾区东沙街道与番禺区洛浦街道交界处，跨越珠江东平水道，是东新高速公路（粤高速S39）上的一座特大型桥梁，大桥北侧通过东沙立交与广州环城高速公路（粤高速S81）和东沙大道相连，南侧可直通广州南站。由广东省公路勘察规划设计院设计，于2005年10月28日开工建设，2008年7月建成，2010年12月31日正式通车。

## 设计
东沙大桥主桥为单塔双索面混合梁斜拉桥，总造价2.16亿元人民币，采用塔、墩、梁固结体系，桥长518米，桥跨布置为338+（72+56+52）米，主跨338米，边跨设置两个辅助墩，在边墩及其临近辅助墩共重655吨。主墩采用20根直径2.5米的钻孔灌注桩基础，平均桩长32米，矩形承台尺寸19×28米，厚6米，承台顶设置整体式塔座，共浇筑C30混凝土3,192立方米。
大桥全宽33.5米；主桥全宽36米（含拉索锚固区及风嘴）。北引桥为30米跨预应力混凝土连续箱梁，下部结构为花瓶型墩；南引桥为30米跨先简支后结构连续预应力混凝土小箱梁，下部结构为大挑臂帽梁独柱墩基础。
主塔采用花瓶形钢筋混凝土结构，塔柱为单箱单室截面，采用C50混凝土。承台顶高程为+3.497，塔顶高程为+185.497，塔高182米，其中桥面以上塔高144米。整个主塔由下塔柱、横梁、中塔柱、锚固区（上塔柱）及塔尖等部分组成。横梁以上塔柱成分离式倒“Y”形，塔柱转折处设大半径圆曲线，实现塔柱截面尺寸的逐渐变化，适应结构内力的需要，同时使主塔线条过渡顺畅，造型显得更加美观。中塔柱横桥向宽4.2米、壁厚0.8米，顺桥向宽6～8.5米、壁厚0.8～1.2米，两个分离塔柱之间设置隔板连接，隔板为箱型截面，顶、底板厚0.6米，腹板厚0.7米，隔板上设两个椭圆形的景观孔。下塔柱横桥向向内倾斜，以减小基础规模，下塔柱横桥向宽4.2~8.5米，壁厚1.2米，顺桥向宽8.5米，壁厚1米。横梁宽7.5米，高6米，单箱单室截面，顶、底板及腹板均为0.8米，混凝土箱梁底板从横梁内穿过。主塔共浇筑C50混凝土10,272立方米。
大桥主梁采用钢箱梁与混凝土箱梁相接合的混合梁，钢箱梁与混凝土箱梁接合处设在主跨侧距离主塔中心41米处。主跨41米及边跨180米长的主梁采用预应力混凝土箱梁，单箱三室截面，结构外形与钢箱梁一致，梁高3.3米，箱梁全宽38米，顶面宽36米，顶底板厚0.25米，内腹板厚0.4米，外腹板与风嘴相结合，形成锚固斜拉索的实体结构。混凝土箱梁采用支架节段现浇施工法，共浇筑C50混凝土8,164立方米。钢箱梁长296.75米，采用正交异性板组成的全焊箱型结构，材料为Q345C。梁高3.3米，梁宽38米，标准节段长16米，每个节段重约269吨。钢箱梁顶板厚14毫米，底板及下斜腹板厚12~16毫米，纵向外腹板厚28~40毫米，内腹板间距14.7米。接合段的钢箱梁套在预应力混凝土箱梁之外。
斜拉索呈空间双索面扇形布置，共84根，塔上标准索距1.8~2米，钢箱梁上索距16米，混凝土梁上索距8米。拉索采用镀锌高强钢丝索，总重1,053吨。

### 主要技术指标
- 公路等级：双向六车道高速公路；
- 设计行车速度：100公里/小时；
- 设计汽车荷载：公路-Ⅰ级；
- 通航净空：净高33米、净宽230米；
- 地震动峰值加速度系数：0.1g。[2]